# 原始文化
原始文化（英語：Primitive culture），是早期的人類學所常使用的一個名詞，用來描述一個文化缺乏經濟發展和現代性的表現，這些包括如文字、進步的技術和較密集的人口等。早期大多由是由歐洲人在殖民探險的過程中，描述非西方社會的文化之用。
原始文化一詞，亦是早期十九世紀有「人類學之父」之稱的人類學家愛德華·伯內特·泰勒所撰寫的著作的名稱。